# Mjesečevi krateri
Mjesečevi krateri su reljefne značajke Mjeseca, uz Mjesečeva mora i visoravni, sa zamjetljivim posljedicama tektonskih procesa i vulkanizma. Morem se nazivaju tamniji dijelovi (ravnice okružene planinskim lancima), iako na Mjesecu nema vode. Velika razvedenost Mjesečeve površine opaža se i golim okom. Karakteristične su reljefne pojave prstenaste planine, odnosno krateri koji nalikuju vulkanskim kraterima na Zemlji, a nastali su udarima planetoida i meteorita. U središtu često imaju brežuljke. Površina je pokrivena slojem regolita, sitnozrnatih rastresitih i poroznih odlomaka na kamenitoj podlozi. Višestrukim lomljenjem i slijeganjem pod tlakom oblikovan je kilometarski sloj kršnika (breče), ispod kojega se nalazi osnovna stijena. Krateri su zastupljeni svuda, a po njihovoj uščuvanosti i preklapanju sudi se o slijedu stratigrafskih sustava. Čvrsta Mjesečeva kora oblikovana je prije 4,6 do 3,9 mllijardi godina (prenektarijanski sustav, nastao prije Mora nektara), nakon čega su nastali veliki kružni bazeni (krateri promjera većeg od 200 km) do prije 3,85 mllijardi godina (nektarijanski sustav). Mora su nastala izlijevanjem magme, kroz pukotine u kori, u bazene nastale udarom, a taj je proces trajao milijunima godina. Oko mora su ostali planinski obrubi nastali od materijala izbačena pri udaru. More kiša i Istočno more nastali su nakon toga do prije 3,15 mllijardi godina (imbrijski sustav), s velikim brojem manjih kratera. Veliki krateri osim vanjskoga kružnoga bedema imaju i sr. udubinu. Eratostenijski sustav nastao je u doba do prije 1 mlrd. god.; posljednji, kopernikanski sustav traje do danas, a odlikuju ga mladi krateri Kopernik, Kepler, Tycho. Oko njih se kao ovratnik šire svijetle pruge – materijal izbačen udarom, koji s vremenom tamni. Danas je Mjesečeva unutrašnjost čvrsta, a malo je vjerojatno da je u samom središtu djelomice rastaljena. Kora je debela do 100 km. Potresi imaju ognjište na dubini od približno 800 km, a pojavljuju se kada je Mjesec u perigeju pod utjecajem plimne sile koju uzrokuje Zemlja. Posljedice su gibanja kore hrptovi na morskim dnima, rasjedi koji se dižu više stotina metara i dugi su više stotina kilometara, te raspukline kao doline u planinskim bilima. Vulkanskoga podrijetla mogu biti manja kupolasta brda, te posebno vijugavi jarci nastali urušavanjem. Pojavljuju se i nagla isplinjavanja tla, možda iz zaostalih vulkanskih džepova. Temperatura površine mijenja se od –160 °C noću do +120 °C danju. Kartografiranjem mora i ostalih reljefnih oblika na površini Mjeseca bavi se selenografija.

## Postanak Mjeseca
Starost Mjesečevih tala mjerena je radioaktivnom metodom i ustanovljena je u rasponu od 4.6 do 3.2 milijardi godina. Prije je već bila izmjerena dob meteorita od 4.6 do 4.7 milijardi godina, pa se smatra da je to starost planetskog sustava. Najvjerojatnije je da su svi planeti nastali istodobno, iz prasunčeve maglice. Na Zemlji je najstarije stijenje datirano s 3.8 milijardi godina, što ne znači da je Zemlja mlađa, jer su promjene tla mogle i te kako sakriti tragove starosti. Geološki procesi na Mjesecu odvijali su se drukčije nego na Zemlji. Kemijski sastav Mjesečeve i Zemljine tvari pokazuje sličnosti, ali i razlike. Na primjer, izotopni je sastav kisika u kori oba nebeska tijela jednak. No Mjesečevi materijali razlikuju se od Zemljinih bitno u tome što su u njima manje zastupljeni lako hlapljivi i lako taljivi elementi. Nema vode ni željezovih oksida. Više hipoteza nastoji da objasni postanak Mjeseca. Manje su vjerojatne hipoteze o zahvatu Mjeseca koji je prethodno dogotovljen u nekom drugom području presunčeve maglice, te hipoteze o odvajanju Mjeseca od Zemlje zbog njezine brze vrtnje. Vjerojatnije je da je Mjesec nastao od satelitskog roja čvrstih čestica u Zemljinoj okolini. U osnovi te hipoteze je ideja da tijelo veće mase “kupi” na sebe tijela manje mase i tako raste. Zamišljamo da se takvo veće tijelo udaljava od Zemlje zbog njezina plimnog utjecaja, učinak koji se i danas osjeća, te na spiralnom putu prikuplja tvar iz satelitskog roja. Kao spasonosna razrađuje se u posljednje vrijeme i ideja o tangencijalnom udaru u Zemlju tijela čija je masa ne veća od desetine Zemljine, nakon čega razmrvljeni dio Zemlje prelazi u satelitski roj sudarom jako zagrijan i time dehidriran. Zatim se iz satelitskog roja stvara jedan prirodni satelit. Manja prosječna gustoća Mjeseca posljedica je toga što je stvoren od pripovršinskih slojeva Zemlje.
Prema geološkim podacima, mjerenjima starosti donesenog materijala i znanja o građi unutrašnjosti može se napisati sljedeći scenarij o postanku Mjesečeve površine. Materijal iz kojeg se stvorio imao je manju gustoću nego materijal iz kojeg se stvorila Zemljina kora i vanjski plašt. Pod udarcima padajućeg materijala Mjesec raste do današnje veličine i zagrijava se. Površinski sloj, dubok nekoliko stotina kilometara, rastaljen je u prošlosti od -4.6 do -4.4 milijardi godina. Vrijeme teškog bombardiranja traje ukupno oko pola milijarde godina. U rastaljenom sloju tvari manje gustoće odvojile su se bliže površini. Padovi meteora ostavljaju vidne tragove tek nakon što se hlađenjem ustalila kora, pa od -4.4 do -4.1 milijardi godina stvaraju nama poznati svojstven reljef Mjeseca. Tlakovi koji se razvijaju prilikom udara lome tlo na velikim udaljenostima i do dubine od nekoliko kilometara. Veća tijela, planetoidi od desetak kilometara, izazivaju velika pustošenja i otvaraju velike udubine (bazene), oko kojih od potisnutog materijala nastaju prstenovi planina. Materijal rubnih planina Mora kiša star je 3.9 do 4.0 milijardi godina. Tako su nastali bazeni svih mora. Bazaltna ispuna pojavila se kasnije. 
Do globalnog utjecaja radioaktivnog zagrijavanja došlo je tek pošto se kora ohladila. Rastaljeni dio plašta probio se pod tlakom kroz raspukline do bazena i ispunio ih. Magma se ohladila i dala današnji izgled mora. Tok lave iz dubine kasnio je u stvari mnogo milijuna godina nakon iskopavanja bazena. Lava u Moru tišine stara je 3.7, u Oceanu oluja 3.3, a u Moru kiša 3.3 do 3.2 milijarde godina. Zatim se i plašt ohladio do velikih dubina. Stoga udarci meteora nisu više mogli dovesti do izlijevanja magme na površinu. Mlađi bazeni imaju površinu manje prekrivenu materijalom mora. Istočno more jedno je od takvih mlađih oblika. Pod udarcem, Mjesečeva je kora popucala u obliku kružnih valova tamo gdje se javila amplituda potresnih valova, te je u ta prstenasta područja, kao i u središnju jamu, iz rastaljene unutrašnjosti potekla magma. Izgled Mjeseca stvaran je zajedničkim djelovanjem vanjskih i unutarnjih sila, meteorskih udara i procesa u unutrašnjosti Mjeseca. Ne zna se točno kada su nastali oblici nalik kalderama i kupolasti brežuljci. Plašt je tada morao biti rastaljen neposredno pod korom, ili su u kori postojali magmatski džepovi, vulkanska ognjišta. Poslije velikih katastrofa nastavljali su se manji udari, koji su rastresali već ispremiješanu površinu. Takvim prekapanjem razvio se sloj regolita na površini. 
U Mjesečevoj kori vidljiva je njezina povijest. Do promjena je dolazilo jedino novim udarima i nadolaženjem lave. U pojedinim primjerima dade se pratiti niz razvojnih stupnjeva. Udubina Mora kiša nastala je zbog katastrofalnog udara nekog planetoida, tako da je materijal rasprsnut preko čitave površine Mjeseca. Prije nego što se u nastalu udubinu izlila lava, već su se pojavili novi krateri, kao Arhimeda. On nije mogao nastati prije bazena Mora kiša jer bi ga udar izbrisao; lava se morala pojaviti poslije jer ga je nadopunila i izravnala mu dno. Do sličnih zaključaka dovodi brojenje kratera na jednako velikim površinama. U Moru tišine mnogo je manje kratera nego u kopnima. More kiša i Ocean oluja imaju još manje kratera na površini, a prema radioaktivnom datiranju ona i jesu mlađa mora. Zanimljivo je da manji krateri nastaju češće na velikom krateru nego obratno. To svjedoči da su postupno, s vremenom, u prostoru među planetima preostajala sve sitnija tijela, pa je tako i s općim smanjenjem njihova broja, jenjavalo meteorsko bombardiranje.

## Mjesečev reljef
Mjesec je i reljefno vrlo zanimljivo nebesko tijelo. Prvi je crtež Mjeseca napravio Galilej 1609. Kartografiranjem Mjesečeve površine bavi se selenografija. Osnovna je razdioba na svjetlija kopna i tamnija mora. Mora su ravnice za 1 - 2 km niže od srednje razine kopna, a i geološki im je sastav drugačiji. Fizička priroda Mjeseca mnogo je jednostavnija od Zemljine. Mjesec nema ni atmosferu ni tekuću vodu. Zbog toga nema prijenosa materijala tla, koji se javlja u slučaju erozije vodom i vjetrom, a potom nema ni taloženja (sedimentiranja). Uz to, geološki su procesi mnogo manje prisutni. Nema boranja gorja i planinskih lanaca. Unatoč svemu, reljefni su oblici Mjeseca ne samo osebujni već i raznovrsni. Površina Mjeseca veoma je razvedena. Osnovna je podjela na svjetlija kopna i tamnija mora. Ne samo da između njih postoji razlika u odražavanju svjetlosti, već su Mjesečeva mora ravnice, za 1 do 2 km niže od srednje razine kopna, a i geološki im je sastav drukčiji. Na kopnima ima mnogo više kratera odnosno kružnih oblika, nego što ih ima u morima.

### Sastav Mjesečeve kore
Uzorci tla dopremljeni s Mjeseca (ukupno je dopremljeno gotovo 400 kg) znatno su obogatili poznavanje materijala u planetskom sustavu. Najrasprostranjenije stijene jesu bazalt i anortozit s gabrom. To su magmatske stijene. Bazalt ispunjava Mjesečeva mora. Anortozit i gabro su svijetli i stvaraju Mjesečeva kopna. Na Zemlji se anortozit javlja samo u nekim starijim slojevima, u starim kontinentalnim štitovima, dok je gabro šire rasprostranjen. Bazalt na Zemlji čini osnovu oceanskih ploča. Dalje dvije rasprostranjene vrste tla na Mjesecu su norit i kreep. Norit je bazalt s mnogo aluminija, pa je time svjetliji od bazalta mora, a i nalazi se u području kopna. Kreep je u osnovi bazalt i norit, s povećanim sadržajem kalija, rijetkih zemalja i fosfora, te pokazuje visok stupanj radioaktivnosti. Kreep je nepoznat na Zemlji (riječ je kovanica nastala od simbola elemenata K, P i skraćenice engleski riječi za rijetke zemlje: rare earth). Uzorke tla donijele su letjelice s posadom (Apollo 11, 12, 15 i 17 iz mora, Apollo 14 i 16 s kopna) i letjelice bez posada (Luna 16 i 24 iz mora, Luna 20 s kopna). Minerali od kojih se tlo sastoji jesu piroksen, plagioklas, ilmenit i olivin. U usporedbi sa Zemljinim vrstama minerala ima mnogo manje (100 prema 3 000), a važan razlog koji je doveo do razlike je pomanjkanje kisika i oksidacije. 
Voda se u malim količinama, kako je potvrđeno 14. studenog 2009., zadržala u Mjesečevim stijenama. 

### Regolit
Neposredna površina Mjeseca vrlo je rastresita i šupljikava, porozna. Tlo je sastavljeno od sitne prašine, od čestica nastalih taljenjem mnogobrojnih zrnaca (tu su nađene i male staklaste kuglice), i od slijepljenih nehomogenih čestica. To je regolit. Doima se sivo i vrlo slabo odbija svjetlost. Zato je odrazna moć Mjeseca niska, pa u vidljivoj svjetlosti odbija samo 6%. Takvo tlo rezultat je udara meteora i mikrometeora u uvjetima visokog vakuuma i struje čestica Sunčeva vjetra. Od mjesta do mjesta, debljina sloja kreće se od nekoliko centimetara do najviše nekoliko desetina metara. Vrlo slabo provodi toplinu, pa se dnevna promjena temperature ne zapaža već na dubini od 0.8 do 1 m. Mjesečeva površina prekrivena je stijenama koje su preoblikovane jedino udarcima padajućih tijela. Višestrukim lomljenjem i slijeganjem pod pritiskom (koji nastaje od siline udara) stvaraju se vezani, sitni kameni odlomci ili breča. Pod kilometarskim slojem breče mora da se nalazi osnovna stijena. Regolit je samo vanjski, usitnjeni i najporozniji izdanak breče. Srednja gustoća stijena Mjesečeve površine kreće se od 2.7 do 2.9 gustoće vode (anortozit) do 3.3 gustoće vode (bazalt). Kako je prosječna gustoća Mjeseca tek nešto veća od 3.3 gustoće vode, lako zaključujemo da je čitav Mjesec izgrađen od tvari poput bazalta. Od tvari isto takve gustoće građena je Zemljina kora i vanjski dijelovi njezina plašta. Čini se stoga da se Mjesečevoj tvari gustoća ne povećava s dubinom. Zato se lako može dogoditi da u samom središtu Mjeseca ne postoje elementi iz grupe željeza, kao što ih ima u središtu Zemlje. 
| Sastav             | Jednadžba | Sastav (težinski u %) | Sastav (težinski u %) |
| Sastav             | Jednadžba | Mora                  | Kopna                 |
| ------------------ | --------- | --------------------- | --------------------- |
| Silicijev dioksid  | SiO2      | 45.4%                 | 45.5%                 |
| Aluminijev oksid   | Al2O3     | 14.9%                 | 24.0%                 |
| Živo vapno         | CaO       | 11.8%                 | 15.9%                 |
| Željezov(II) oksid | FeO       | 14.1%                 | 5.9%                  |
| Magnezijev oksid   | MgO       | 9.2%                  | 7.5%                  |
| Titanijev dioksid  | TiO2      | 3.9%                  | 0.6%                  |
| Natrijev oksid     | Na2O      | 0.6%                  | 0.6%                  |
| Ukupno             | Ukupno    | 99.9%                 | 100.0%                |

### Mjesečeva mora
Najniža područja Mjeseca su ogromne tamnosive površine koje se ponekad mogu zapaziti i golim okom. Te ravnice je Giovanni Riccioli (1598. – 1671.) nazvao morima 1651. iako u njima nema vode. Mjesečeva mora nisu jednolične ravnice, jer se u njima uočavaju nabori, koji ponekad sliče na zidove, dugačke po nekoliko stotina kilometara, i pukotine, koje sliče na riječna korita. Uz nazive mora (lat. mare, maria) koji su pridijeljeni u 17. stoljeću, pojedini dijelovi mora i tamnije, ili tamnijim prostorima prošarane površine, zovu se: zaljev (lat. sinus), jezero (lat. lacus), močvara (lat. palus), dolina (lat. vallis) i ravnica (lat. planitia). Mora se lako uočavaju malim teleskopom i služe za početnu orijentaciju. One daju Mjesecu oznake koje golim okom povezujemo u prepoznatljive likove (“glava”, “zec na Mjesecu” i slično). Na vidljivoj polutki mora zauzimaju nešto više od 30% površine, na suprotnoj strani zauzimaju svega nekoliko postotaka. Nazivi mora većinom slijede meteorološke pojmove. 
Mora nisu jednoliko raspoređena po Mjesečevoj sferi. Osim najvećeg morskog prostranstva, Oceana oluja, koji je velik gotovo kao Sredozemno more, sva ostala mora su kružnog oblika ili su dijelovi kruga. Time ona stvaraju najveće prstenaste strukture na Mjesecu, s jednostrukim, a katkada i s dvostrukim i višestrukim sistemom prstenova. Najveće kružno more je More kiša, s promjerom većim od 1000 km. Obrubljeno je valom planina, među kojima su masivi nazvani po Zemljinim gorskim lancima: Alpe, Kavkaz, Apenini, Karpati. More nektara (700 km) ograđeno je Pirinejima. Na zapadnom rubu jasno se ističe More kriza (500 km). Neki kružni bazeni nisu jednoliko ispunjeni materijalom mora i pokazuju više koncentričnih prstenova. Takvo je Istočno more, djelomice vidljivo na nama istočnom rubu Mjeseca. Kordiljeri su u stvari vanjski, četvrti prsten tog bazena, koji se u cjelini otkriva tek iz putanje. Uopće, na daljoj strani Mjeseca nizine su manje prekrivene tamnim materijalom mora, pa se može reći da su to bazeni slični morima (talasoidi), kao na primjer: Hertzsprung, Apollo, Moskovsko more i još neke nizine. 

### Planinski vijenci
Po rubovima ravnica protežu se veliki planinski vijenci, koji nose imena planina na Zemlji (Alpe, Apenini, Karpati, Kavkaz, Pireneji itd.). Najviša točka Mjeseca nalazi se na planinama Leibniz, koje su na Mjesečevom južnom polu, gdje neki vrhovi dosežu i 9000 m. 

### Krateri
Na Mjesecu se mogu vidjeti i krateri koji nose imena po najpoznatijim svjetskim znanstvenicima. Najdublji je Newtonov (Isaac Newton), oko 7250 m. Ti krateri su vrlo velikog promjera (do 300 km). Iako im rubovi izgledaju strmi, oni su vrlo malog nagiba. To otkriće pripada Nijemcu Josefu Hopmannu, koji je izumio specijalne metode istraživanja pomoću dužina sjena. Nekih 30 tisuća kratera je otkriveno na Mjesecu. Jedan od njih Boscovich nosi ime Ruđera Boškovića. Kod pojedinih kratera su vidljive i uzdužne široke svijetle pruge (Kopernikov krater), za koje se smatra da su naslage pepela ili vulkanske materije nastale u vrijeme hlađenja Mjeseca. Ovi krateri su nastali udaranjem mnogih tijela (planetoida) i meteoroida u Mjesec. Na Mjesecu nema erozije pa se još uvijek vide.
Prstenastim reljefnim oblicima u području kontinenata opći je, zajednički naziv: krater. Krater je ustvari udubina nastala nakon pada meteoroida ili kometa na površinu Mjeseca. Najveći krateri, kojima promjer doseže do 300 km, u stvari su kružne ravnice, obrubljene prstenom planina visokim nekoliko kilometara. Ravnica je tako velika da se zbog zakrivljenosti Mjesečeve kugle iz središta kratera rubovi uopće ne moraju vidjeti. Dno kružne ravnice nije mnogo niže od razine izvan prstena, ali zakrivljenost je ista kao i na ostalom dijelu Mjesečeve površine. Primjeri kružnih ravnica su Clavius (250 km promjera, visine ruba od 0.5 do 1.5 km), Ptolomej (150 km), Grimaldi (220 km), Platon (100 km) na bližoj strani Mjeseca, te Ciolkovski (190 km), Joliot (150 km) i Lomonosov (90 km) na daljoj strani Mjeseca. Ti su krateri ispunjeni materijalom mora. Oni veoma sliče na skrutnute vulkanske kaldere (grotla vulkana). 
Kod nešto manjih prstenastih tvorevina u središtu ravnice javljaju se uzvišenja - osamljene gore. Takvi su krateri Kopernik (90 km u promjeru, dubok 4 km, središnje gore visoke 1.2 km, a rubni prsten visok 1 km nad okolinom), Tycho (85 km u promjeru, dubok 4.8 km, središnja gora 1.6 km visoka). 
Unutarnji dijelovi kratera često se terasasto urušavaju, kao na primjer u Langrenusa (van Langren) koji u promjeru ima 130 km. Obično, zidovi kratera nisu jako kosi; unutarnji nagnuti su do 20 - 30°, a vanjski 5 - 16°. Obujam potoline (dijela kratera ispod razine vanjskog terena) u pravilu je jednak obujmu zidova iznad razine vanjskog terena. Dubine kratera kreću se obično od 1.5 do 4.5 km, a nađeno je i dno duboko 9 km. Najveće visine usporedive su s Mount Everestom (eng. Mount Chomolungma). 
Od mnogih se kratera radijalno pružaju svijetle zrake. Takvi su Kopernik, a posebno Tycho, čije su zrake začuđujuće duljine od više tisuća kilometara. Dobro se zapažaju kada na njih Sunčeva svjetlost pada strmo. Zrake su nastale od materijala koji se razdrobio prilikom meteorskog udara. U njima se razaznaju mnoge sekundarne jame, izbušene izbačenim kamenjem. 
Kratera manjih veličina ima jako puno, a kratera većih od kilometra ima milijun. Na daljoj strani Mjeseca ima 200 kratera većih od 50 km. Krateri manji od 50 - 60 km u pravilu nemaju središnjeg uzvišenja i rubovi im se oštro ocrtavaju. Dok se krateri veći od 20 km nalaze u području kopna, s nekoliko iznimaka, pa su mora mnogo manje naseljena takvim kraterima, to kratera manjih od 20 km ima posvuda jednoliko, i na kopnu i na moru. Oblik čaše koji imaju manji krateri jasno ukazuju na pad meteora kao na uzrok. Rubovi kratera manjih od 1 km neznatno se dižu iznad okolnog tla. Oblik udarnog kratera posljedica je eksplozije. Tijelo koje pristiže iz svemira ne ruje po tlu, već eksplodira, ako mu je brzina veća od 5 km/s. Kinetička energija tada je dovoljna da dođe do isparavanja čvrstog materijala (raspad molekularnih veza u materijalu) i do gibanja oslobođenih molekula. Meteor se eksplozivno raspada zajedno s tlom u koje udara. Oblik kratera zato je okrugao. Samo ako tijelo pada na Mjesec pod kutom manjim od 5°, eksplozija može dovesti do kratera izduženog u smjeru pada. 

### Posljedice tektonskih aktivnosti
Posljedice tektonskih aktivnosti zapažaju se u nekoliko pojava. To su doline, grabe (lat. rima) i rasjedi (lat. rupes). Jedna alpska dolina je duga 150 km, široka 8 km, a u osi joj se proteže graba, a pruža se poprijeko Alpi. Drugi primjer je Dolina Schrotera, koja polazi iz jednog omanjeg kratera i krivudajući proteže se u duljinu od 200 km. Najveće je širine 10 km a dubine 1 km. I njezinim se dnom pruža graba, nalik riječnom koritu, kojim je nekada možda tekla magma. Grabe su obično vezane uz potoline (mora i dna kratera), te doline, a pružaju se ravno ili zavojito i više od 1 000 km u duljinu. Ima ih veoma mnogo. Grabu Hadley ispitivali su izravno astronauti. Od rasjeda jedinstven je Rupes Recta (prijašnji naziv: Strmi zid), koji se u Moru oblaka pruža u duljini većoj od 100 km, a razlika nivoa iznosi 150 do 300 m. “Zid” se u stvari blago penje, pod kutom od desetak stupnjeva. Kao pojave koje najviše upućuju na vulkanske aktivnosti javljaju se blage uzvisine oblika kupole, često s vršnim udubljenjem. Kao posebna pojava reljefa javljaju se žile ili bila, valoviti nabori dugi do više stotina kilometara, smješteni jedino u morima. Zbog veoma blagih nagiba opažaju se samo kad ih Sunce rasvjetljava jako ukoso (kada se nalaze u blizini sumračnice. Vjerojatno su nastali kao valovi u magmi koja je naplavljivala morske doline. Žile su obično koncentrične s kružnim rubovima mora.

### Selenologija
Selenologija (grč. σελήνη: Mjesec + -logija) je grana astronomije koja proučava Mjesec, a posebno Mjesečevu geologiju. Opažanjem i mjerenjem pojava na površini bavi se grana selenologije, selenografija. Selenografske koordinate računaju se od središnjeg meridijana na istok i zapad (dužina), a od ekvatora na sjever i jug (širina). Ishodište je koordinata krater Mösting A. Zbog nepostojanja atmosfere i vode, na Mjesecu nema vodene i vjetrene erozije. Mjesec nema tektoniku ploča, a kora mu je oblikovana vulkanskom djelatnošću i udarima meteoroida i planetoida. Unutrašnjost mu je diferencirana, a zbog malih se dimenzija rano ohladila. Mineraloški, Mjesec je mnogo siromašniji od Zemlje. Geološka svojstva istražuju se uz pomoć umjetnih satelita, te na temelju uzoraka kojih je prikupljeno nekoliko stotina kilograma. Na sloj pri površini i njegovu mikrostrukturu djeluje termička erozija (zbog znatne dnevne promjene temperature), zatim Sunčev vjetar i kozmičke zrake.